# Зевор, Эдгар
Эдга́р Зево́р (фр. Edgar Zevort; 1842—1908) — французский писатель, сын Шарля Мари Зевора.

## Биография
Отец — Шарль Зевор, философ, государственный деятель в области народного образования. В 1856 году Эдгар учился в Колледже Бурбонов в Экс-ан-Провансе, где его одноклассником был Эмиль Золя.
В 1859 году получил степень бакалавра искусств и был принят в Высшую нормальную школу. Затем преподавал историю в Бресте, Клюни, Анже, Бордо, Версале и, наконец, в лицее Лицее Генриха IV в Париже.
В 1880 году защитил докторскую диссертацию. Был назначен инспектором Академии Сены, а после ректором Академии Кана. Оставался на своем посту до смерти в марте 1908 года.

## Публикации
- «Le Marquis d’Argenson et le ministère des Affaires etrangères, du 18 novembre 1744 au 10 janvier 1747» (1880);
- «Histoire des temps modernes» (1881);
- «Histoire de Louis Philippe» (1879);
- «Montesquieu» (1887);
- «L’enseignement secondaire de 1880 à 1890» (1890) и другие.